# Воронцовский сквер
Воронцо́вский сквер — сквер в Кировском районе Санкт-Петербурга. Расположен в квартале между проспектом Стачек, Кронштадтской площадью, Дачным проспектом, проспектом Ветеранов и улицей Лёни Голикова. На уличный фронт выходит на Кронштадтской площади и на проспекте Ветеранов.

## История
Воронцовский сквер — остатки дачи Шереметьева «Ульянка», усадьбы Р. И. Воронцова и дачи Брюса. Северная половина сквера является объектом культурного наследия регионального значения. Там сохранились три исторических пруда. Ныне частично застроен современными жилыми зданиями.
В 1995 году силами треста «Ленмостострой» на одном из прудов построен пешеходный металлический мост.
1 марта 2013 года этот безымянный сквер был назван Воронцовским — в честь одного из его владельцев Р. И. Воронцова.